# Barcelona Ladies Open 2012
Barcelona Ladies Open 2012 — жіночий тенісний турнір, що проходив на відкритих кортах з ґрунтовим покриттям. Це був 6-й за ліком Barcelona Ladies Open. Належав до категорії International у рамках Туру WTA 2012. Відбувся в Centre Municipal Tennis Vall d'Hebron у Барселоні (Іспанія). Тривав 9 до 15 квітня 2012 року. Сара Еррані здобула титул в одиночному розряді.

## Учасниці основної сітки в одиночному розряді

### Сіяні пари
| Країна     | Гравчиня           | Рейтинг1 | Сіяна |
| ---------- | ------------------ | -------- | ----- |
| Італія     | Франческа Ск'явоне | 12       | 1     |
| Німеччина  | Юлія Гергес        | 15       | 2     |
| Словаччина | Домініка Цібулкова | 18       | 3     |
| Італія     | Роберта Вінчі      | 19       | 4     |
| Італія     | Флавія Пеннетта    | 24       | 5     |
| Чехія      | Петра Цетковська   | 28       | 6     |
| Італія     | Сара Еррані        | 31       | 7     |
| Словенія   | Полона Герцог      | 37       | 8     |

- Рейтинг подано станом на 2 квітня 2012

### Інші учасниці
Нижче наведено учасниць, які отримали вайлд-кард на участь в основній сітці:
- Гарбінє Мугуруса Бланко
- Аранча Парра Сантонха
- Флавія Пеннетта
- Франческа Ск'явоне

Нижче наведено гравчинь, які пробились в основну сітку через стадію кваліфікації:
- Юлія Бейгельзимер
- Анналіза Бона
- Араван Резаї
- Лаура Торп

Як щасливий лузер в основну сітку потрапили такі гравчині:
- Естрелья Кабеса Кандела

### Відмовились від участі
- Олена Балтача (травма правої ступні)
- Марія Хосе Мартінес Санчес (травма правого стегна)

### Знялись
- Полона Герцог (запаморочення)

## Учасниці основної сітки в парному розряді

### Сіяні пари
| Країна   | Гравчиня               | Країна   | Гравчиня              | Рейтинг1 | Сіяна |
| -------- | ---------------------- | -------- | --------------------- | -------- | ----- |
| Італія   | Сара Еррані            | Італія   | Роберта Вінчі         | 25       | 1     |
| Іспанія  | Нурія Льягостера Вівес | Іспанія  | Аранча Парра Сантонха | 41       | 2     |
| Білорусь | Ольга Говорцова        | Чехія    | Владіміра Угліржова   | 82       | 3     |
| Росія    | Ніна Братчикова        | Хорватія | Дарія Юрак            | 137      | 4     |

- 1 Рейтинг подано станом на 2 квітня 2012

### Інші учасниці
Нижче наведено пари, які отримали вайлдкард на участь в основній сітці:
- Естрелья Кабеса Кандела /  Інес Феррер Суарес
- Сільвія Солер-Еспіноса /  Карла Суарес Наварро

## Переможниці та фіналістки

### Одиночний розряд
- Сара Еррані —  Домініка Цібулкова 6–2, 6–2
- Для Еррані це був 2-й титул за сезон і 4-й — за кар'єру.

### Парний розряд
- Сара Еррані /  Роберта Вінчі —  Флавія Пеннетта /  Франческа Ск'явоне, 6–0, 6–2